# 담력 시험
담력 시험(膽力試驗)은 일본에서 유래된 풍습이다. 주로 여름에 진행되며, 얼마나 겁이 없는지 확인하거나 두려움을 견딜 힘을 시도하기 위해 밤에 무서운 장소에 가는 놀이이다. 일본에서도 담력시험(度胸試し)이라는 말이 있긴 하나, 그보다는 간 시험(肝試し)이라는 말을 더 많이 쓴다. 학교 동아리 활동, 수학여행, 수련회, 합숙, MT등의 단체활동등에서 종종 진행되지만, 애초부터 담력 시험만을 목적으로 만나서 가는 흉가 체험, 폐교 체험도 존재한다.

## 진행 방식
장소는 주로 야간의 흉가, 폐허, 숲 속, 묘지, 학교(주로 폐교) 등에서 이루어진다. 다른 참가자들이 일부러 미션을 수행하는 사람에게 겁주기 위해서 미리 잠복해있는 경우도 있다. 재미를 더하기 위해 미션이 붙는 경우도 흔하다. 담력 시험을 시작하기 전 (주로 아직 어두워지기 전에) 사전에 미리 특정 장소에 인형등 아이템을 배치해놓고 그 아이템을 찾아오게 하는 것이나, 특정 장소에 도달한 뒤 인증샷(셀카)를 찍는 것 등이 흔하다.

## 문제
아무리 폐건물이 됐을 경우라도 사유주가 존재하는 사유지일 경우, 허가없이 출입할 경우 형법 제319조 주거침입죄에 의거 처벌을 받을 수 있다. 일본 기준으로도 형법 130조의 건조물 침입죄로 정해져있다. 또한 폐건물 내에서 낙서를 하거나 물건을 파괴하는 행위도 기물파손죄에 해당할 수 있다. 폐허상태로 방치되어있는 건물을 야간에 출입할 경우 각종 안전 문제들도 존재하는데, 2016년 8월 '공포 체험'을 하기 위해 폐교인 충일여자고등학교에 가려했던 30대 남성이 실족사한 사건이 있었다.

## 같이 보기
- 흉가
- 괴담